# Shivaji
Shivaji Bhosle (em marata: शिवाजी भोसले; 19 de Fevereiro de 1630 – 3 de Abril de 1680), com o título real Chhatrapati Shivaji Maharaj (em marata: छत्रपती शिवाजी महाराज), nas fontes portuguesas contemporâneas Sivagi Raje (ou Raze) Xatrapoti, foi um aristocrata Marata de clã Bhosle, que fundou o Império Marata. Shivaji liderou a resistência para libertar a nação Marata, que estava sob o domínio do Sultanato de Bijapur, e estabeleceu Hindavi Swarajya ("Autogoverno"). Ele criou um Reino Marata independente com o Forte Raigad como sua capital, e lutou com sucesso contra o Império Mogol para defender seu reino. Ele foi coroado como Chhatrapati - o Soberano - do Reino de Marata em 1674.
Ele alcançou o re-estabelecimento de um governo Hindu em sua terra natal, após ter sido governada e dominada por várias dinastias muçulmanas por algumas centenas de anos. Ele estabeleceu uma competente e progressivo governo civil com a ajuda de suas tropas militares bem regulamentadas e disciplinadas, além de organizações administrativas bem organizadas. A prevalência prática de obter mulheres como espólios de guerra, destruição de monumentos religiosos, escravidão e conversão forçada religiosa foram fortemente combatidas em sua administração. Shivaji era um religioso Hindu. Ele também inovou nas táticas militares utilizadas em seu período, sendo o pioneiro no "Shiva sutra" ou Ganimi Kava (Táticas de Guerrilha), o que alavancou fatores estratégicos como geografia, velocidade, surpresa e ataques pontuais para derrotar seus numerosos e poderosos inimigos.

## Primeiros anos de vida

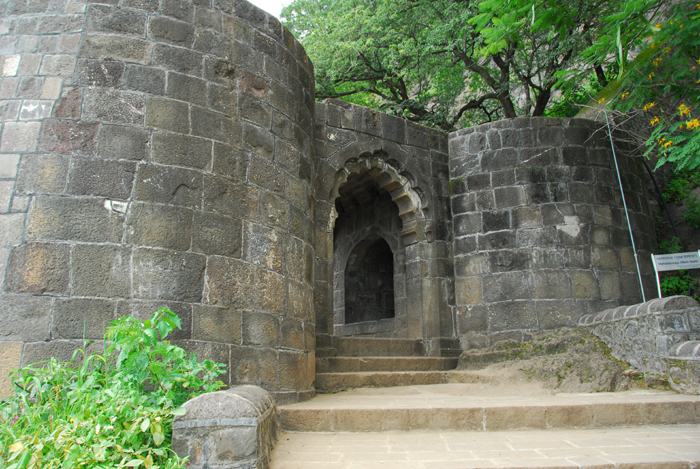
Local de nascimento do Chhatrapati no Forte Shivneri

Shivaji nasceu no Forte Shivneri perto da cidade. Enquanto sua mãe Jijabai estava grávida, ela rezou para uma divindade local chamada Shivai para abençoar seu esperado filho. Shivaji ganhou esse nome por causa dessa divindade local.
Não há nenhum registro contemporâneo da data exata de nascimento e infância de Shivaji. As datas de nascimento encontradas em vários registros incluem:
- O 3° dia de meia escuridão de Phalguna, 1551 do calendário Shaka (Sexta-Feira, 19 de Fevereiro de 1630).[2] Essa data é aceita pelo estado de Maharashtra como dia oficial do nascimento de Shivaji;[9]
- O segundo dia de meia luz de Vaisakha no ano de 1549 do Shaka Samvat.[2] (Quinta-Feira, 6 de Abril de 1627), ou outras datas perto desse dia.[8][10]

O pai de Shivaji Shahaji Bhosale serviu por muitos anos Maleque Ambar, que defendey a região Deccan contra a invasão dos Mogóis. Sua mãe Jijabai era filha de Lakhujirao Jadhav de Sindkhed. Durante o período de nascimento de Shivaji, o poder em Deccan era dividido entre Sultanatos islâmicos – Bijapur, Ahmednagar e Golconda. Shahaji continuo trocando sua lealdade entre o Nizamshahi de Ahmadnagar, Adil Shah de Bijapur e os Mogóis, mas sempre manteve o seu ''jagir (feudo) em Pune e seu pequeno exército consigo. Gomaji Naik Pansambal, um leal mestre de artesanato do estado, foi colocado por Lakhuji Yadavrao para cuidar de Jijabai. Ele se manteve com Jijabai e Shivaji por toda a sua vida. Ele alertou Shivaji em tomar certas decisões cruciais, o que acabou repercutindo no perfil do Império Marata.
Quando Shivaji era um noviço, uma tropa de Pachtuns – mercenários afegãos – se aproximou de Shivaji pedindo para se alistar em seu exército. Shivaji estava hesitante, mas Gomaji o aconselhou a aceitá-los em seu serviço. Isso resultou em um perfil secular das forças armadas de Marata. Todas as comunidades apreciam o respeito e um tratamento justo em seu reino. Gomaji também ensinou a arte da espada para Shivaji e especialmente o uso efetivo da lança, a característica arma marata.
De acordo com Tarikh-i-Shivaji, Shahaji colocou seu jagir na região de Latur sob o comando de Dadoji Konddev, que mostrou boas habilidades administrativas, assim como kulkarni (administrador) de Malthan. Em pouco tempo, Shivaji se tornou um habilidoso espadachim, estrategista e um talentoso cavaleiro, treinado por rigorosos guerreiros Marata, como Baji Pasalkar.
Aos 12 anos, Shivaji foi levado para Bangalore onde foi formalmente treinado. Aos 14 anos, ele retornou para Pune com a rajmudra (selo de soberania) e um conselho de ministros.

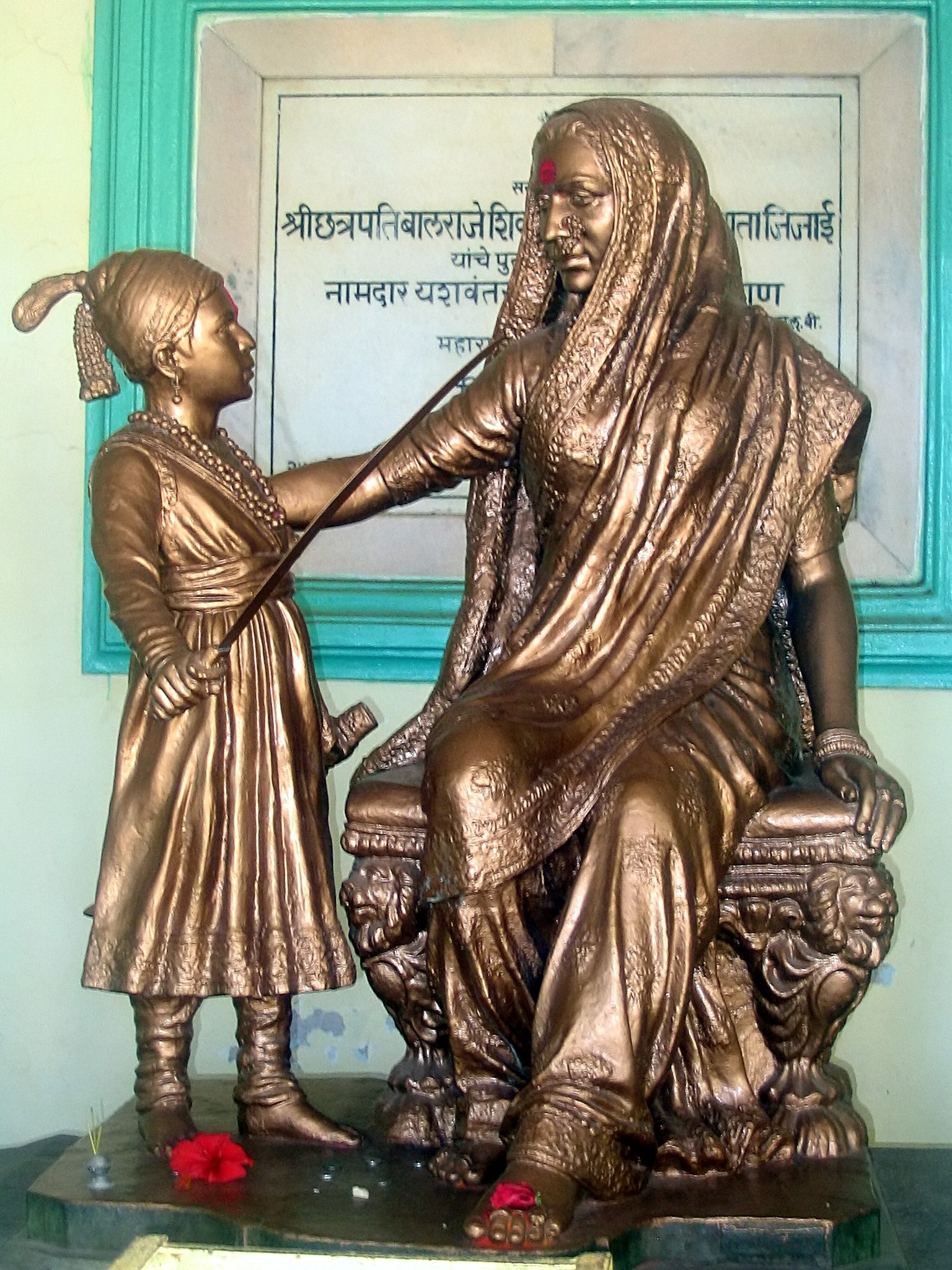
Shivaji com Jijamata

Shivaji era extremamente devotado à sua mãe Jijabai, que levou a uma profunda religiosidade, com uma vida ascética próxima de um isolamento virtual. Esse ambiente religioso teve uma profunda influência em Shivaji. Ele estudou cuidadosamente os dois grandes épicos Hindus: Ramáiana e Mahabharata. As mensagens morais e espirituais dos épicos causaram uma grande impressão nele. Ao longo de sua vida, ele aprofundou seu interesse nos ensinamentos religiosos e procurou a companhia de santos Hindus e Sufi (facção esotérica do Islão) ao longo de sua vida.
Como administrador do jagir (feudo) de Shahaji, Dadoji Konddeo foi incumbido de obter total controle da região Maval. Ele ganhou sobre a maioria dos deshpande (chefes) Maval e subjugou outros. Shivaji adquiriu nessa região, seus primeiros companheiros fiéis e um grande número de soldados, incluindo Yesaji Kank, Baji Pasalkar, Baajiprabhu Deshpande e Tanaji Malusare. Na companhia dos seus camaradas Maval, o jovem Shivaji caminhou pelas colinas e florestas ao longo de Sahyadri, tornando-se mais maduro e adquirindo conhecimento sobre essas terras. Em torno de 1639, ele comandava um endurecido e leal grupo de oficiais e soldados.

## Confrontos com os sultanatos regionais
Em 1645, aos 16 anos, Shivaji liderou sua primeira ação militar atacando e capturando o Forte Torna do Reino Bijapur. Em 1647 ele havia capturado os fortes de Kondana e Rajgad e tinha controle de grande parte da região de Pune. Por volta de 1654, Shivaji havia capturado fortes em Gates Ocidentais e ao longo da costa de Concão. Em uma tentativa para conter Shivaji, Adilshah prendeu o pai de Shivaji em 1648–49 e enviou um exército liderado por Farradkhan contra o outro filho de Shaji, Sambhaji, em Bangalore, e outro exército liderado por Fattekhan contra Shivaji no Forte Purandhar. Ambos conseguiram derrotas os exércitos. Shivaji peticionou o filho do Imperador Xã Jeã, Dara Shikoh, que era governador de Decão, assumindo sua lealdade aos Mogóis para buscar apoio na libertação de seu pai. Os Mogóis reconheceram Shivaji como um Mogol sardar e pressionaram Adilshah à libertar Shahaji. Em troca, Shivaji teve que ceder um forte e Sambhaji cedeu a cidade de Bangalore e um forte para Adilshah.

### Batalhas

#### Pratapgad

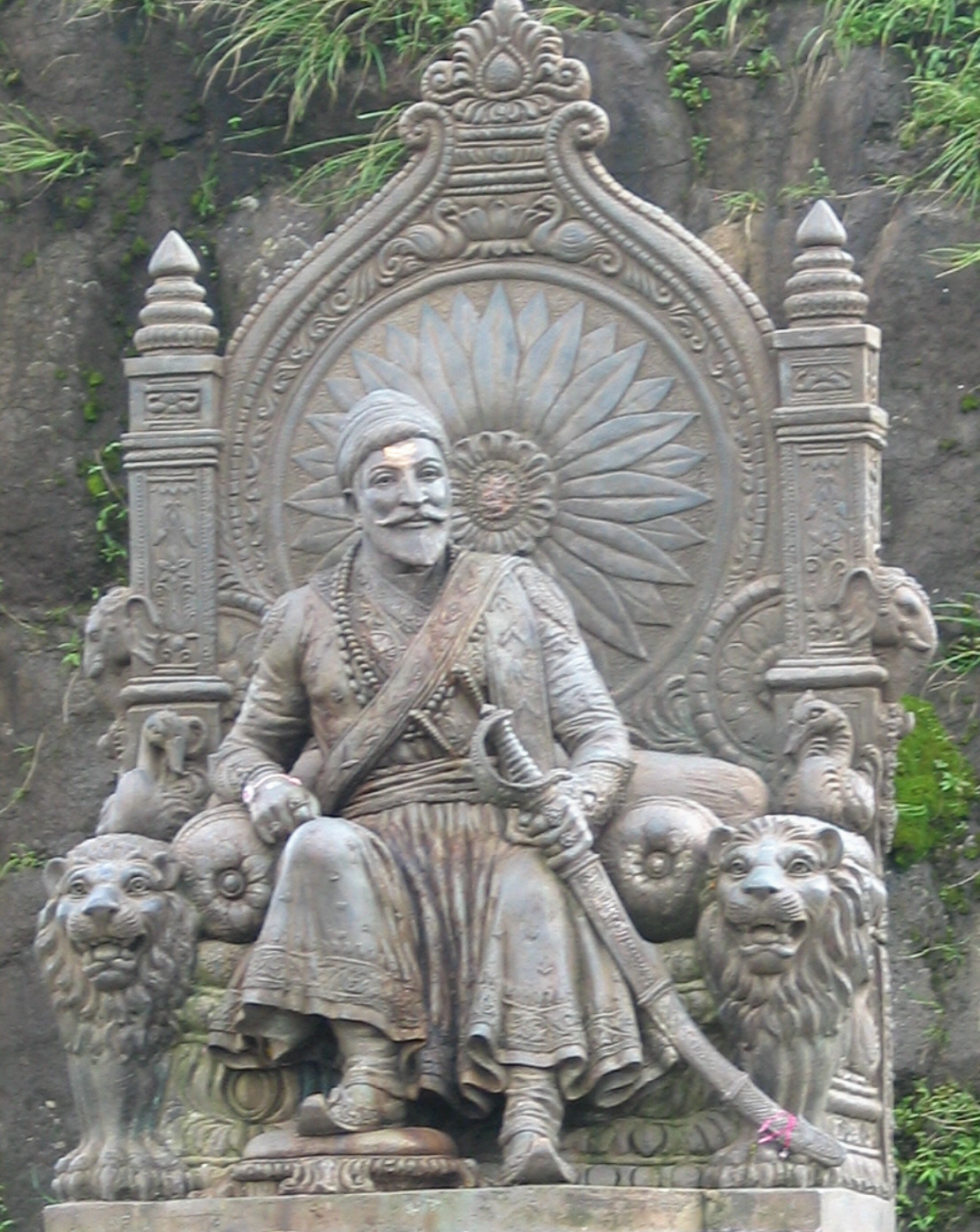
Estátua de Shivaji em Raigad

Adilshah enviou Afezal Cã, um general experiente e veterano, em um esforço para acabar com o domínio de Shivaji, que ele enxergou como uma revolta regional. Algumas pessoas alegam que Afezal Cã profanou templos Hindu em Tuljapur e Pandharpur, na esperança de trazer Shivaji para as planícies, que possuía recursos militares limitados, e combate-lo levando ele e seu pequeno exército à destruição, utilizando um exército muito maior, melhor equipado e com mais experiência em batalhas. Afezal Cã deve ter esperado encontrar Shivaji e seu exército nas planícies, no entanto, Shivaji, pesando cuidadosamente suas opções, decidiu que iria encontrar Afezal Cã em sua própria casa no pretexto de negociações diplomáticas. Shivaji enviou uma carta para Afezal Cã dizendo que estava ansioso por um encontro. O encontro foi arranjado entre Afezal Cã e Shivaji no sopé do Forte Pratapgad.
Shivaji carregou consigo algumas armas ocultáveis: bichhwa (adaga) e wagh nakh (garras de tigre) e vestiu um chilkhat (Cota de malha) sob suas roupas para o encontro. O que aconteceu durante o encontro não foi gravado pelos escribas, mas a lenda diz que, assim que se encontraram, Afezal Cã foi ao encontro de Shivaji e o abraçou e, nesse momento, tentou esfaquea-lo pelas costas. Shivaji sobreviveu graças à sua cota de malha e agilidade. Ele contra-atacou e o feriu com a wagh nakh e bichwa fazendo com que Afezal Cã tropeçasse em seus joelhos e saindo para fora da tenda, colapsando em um palanquim de espera, onde ele foi morto antes que pudesse soar o alarme. Enquanto isso, Krishna Bhasker Kulkarni - representante legal de Afezal Cã e Sayyed Banda - um guarda costas, atacou Shivaji. Ele respondeu matando Bhasker Kulkarni enquanto Jiva Mahla (Guarda costas de Shivaji) cortava o braço de Banda com sua espada.
Logo depois de matar Afezal Cã, Shivaji subiu em direção ao Forte Pratapgarh com seus oficiais e ordenou que os canhões fossem disparados. Esse era o sinal para sua infantaria, que estava escondida estrategicamente sob uma densa cobertura vegetal no vale, imediatamente atacasse as tropas de Afezal Cã.
Subsequente à Batalha de Pratapgarh travada na densa floresta de Javli em 10 de Novembro de 1659, o exército de Shivaji atacou as forças de Vijapur (que eram de Afezal Cã) e os envolveu em manobras rápidas pelos flancos. As tropas de Marata sob o comando de Kanhoji Jedhe atacaram 1,5 mil fortes mosqueteiros de Afezal Cã e os empurraram ao sopé do forte. Então, em uma rápida marcha, uma secção das tropas de Adilshahi, comandadas por Musekhan, foram atacadas. Musekhan foi ferido e fugiu logo em seguida, deixando seus soldados para serem mortos pelas tropas de Marata.
Comandante Moropant Pingale liderou a infantaria em um ataque rápido ao flanco esquerdo das tropas de Adilshahi. A artilharia inimiga foi ineficaz frente ao ataque rápido e repentino. Ao mesmo tempo, o comandante Ragho Atre, rapidamente atacou a cavalaria de Adilshahi, antes que ela estivesse totalmente preparada para a batalha, e quase liquidou toda a cavalaria. A cavalaria de Shivaji, liderada por Netaji Palkar perseguiu a retirada das tropas de Adilshahi que estavam tentando se juntar as tropas reservas estacionadas mais adiante. As tropas que estavam de retirada foram combatidas e se dispersaram.
Essa inesperada vitória fez de Shivaji um herói no folclore de Marata e uma figura legendária entre o seu povo. A grande quantidade de armas, cavalos e armaduras capturadas, além de outras coisas, ajudaram a fortalecer o emergente exército de Marata. O Imperador Mogol Aurangzeb começou a enxergar Shivaji como um grande problema para o Império Mogol. Logo em seguida, Shivaji, Shahaji Raje e Netaji Palkar (o chefe da cavalaria de Marata) decidiram atacar e derrotar o Reino de Adilshahi em Bijapur. Mas coias não saíram como planejadas, pois a saúde de Shahaji piorou e eles foram forçados a adiar o ataque. No entanto, Netaji Palkar continuou com essa missão em uma escala menor de ataques e com pequenas incursões dentro do Reino de Adilshahi.
Subsequentemente, o Sultão de Bijapur enviou um exército composto principalmente por mercenários afegãos para subjugar e derrotar Shivaji, antes que ele pudesse expandir seu exército. Na batalha que se seguiu, o exército de Bijapur foi derrotado pelas tropas de Marata. Essa intensa e sangrenta batalha encerrou com a rendição incondicional das forças de Bijapur à Shivaji.

#### Kolhapur

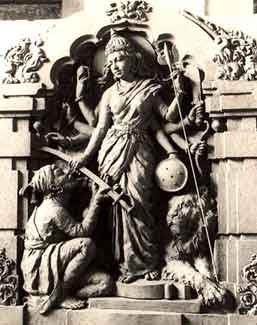
Deusa Bhavani dando a espada para Shivaji

Para conter a perda em Pratapgad e para derrotar o novo emergente poder Marata, outro exército, dessa vez superando a marca dos 10 mil, foi enviado contra Shivaji, comandando pelo renomado general de Bijanpur Rustamjaman. Com uma cavalaria de 5 mil Maratas, Shivaji atacou-o perto de Kolhapur em 28 de Dezembro de 1659. Em uma troca de movimento, Shivaji liderou um total ataque frontal no centro das forças inimigas, enquanto outras duas porções de sua cavalaria atacavam os flancos. Essa batalha durou por várias horas e no final as tropas de Bijapur estavam aniquiladas e, Rustamjaman havia escapado do campo de batalha. As tropas de Adilshahi perderam em torno de 2 mil cavalos e 12 elefantes para os Maratas. Esta vitória alarmou o poderoso Império Mogol, que agora se referiam Shivaji como a "Montanha dos Ratos". Aurangzeb, o Imperador Mogol, estava preparado para trazer toda sua força e recursos do Império Mogol para colocar abaixo essa ofensa Marata.
A pedido de Badi Begum de Bijapur, Aurangzeb enviou seu tio materno (irmão da Rainha Mumtaz Mahal) Shaista Khan em 16 de Janeiro de 1660, com um exército de mais de 100 mil, juntamente com uma poderosa divisão de artilharia, para derrotar Shivaji. Khan estava acompanhado de eminentes comandantes como Turktaj, Hussain, Haider, Naamdar Khan, Kartalab Khan, Uzbek Khan, Fateh Jung e Rajputs como Bhau Singh, Shyam Singh, Rai Singh Sisodiya, Pradyuman e muitos outros. Khan era um comandante experiente que derrotou Shahaji na mesma região em 1636. Ele foi ordenado à atacar o Reino Marata em conjunto com o exército de Bijanpur liderados por Siddi Jauhar. Aurangzeb ordenou Shaista Khan para capturar o Reino Marata, para assim adicioná-lo ao seu império (ele tinha a intenção de enganar Adilshahi), após a derrota esperada de Shibaji por Jauhar. Shivaji agora se preparava para enfrentar um ataque combinado das tropas dos Mogóis e Adilshahi.

## Estátua
Em dezembro de 2016, o primeiro-ministro indiano, Narendra Modi, lançou a primeira pedra da que será a estátua mais alta do mundo, um projeto polémico que vai custar mais de 507 milhões de euros. A estrutura vai erguer-se a 192 metros numa ilha situada ao largo da costa ocidental de Mumbai, no Mar da Arábia.
O Governo do estado de Maarastra, espera gastar cerca de 36 mil milhões de rupias (cerca de 507 milhões) na estátua, que deverá estar acabada em 2019.